# Fort Nijevelt
Fort Nijevelt is een fort dat in 1605 door de Staatsen werd opgericht als onderdeel van de Linie van Oostburg.
Het fort was gelegen aan op zuidoever van de Brugsche Vaart, het tegenwoordige Groote Gat. Het had vier bolwerken en een ravelijn. De Nieuweveldpolder (1652) is naar dit fort vernoemd.
Vanuit dit fort werd, toen de Brugsche Vaart was ingepolderd, de Boomkreek gegraven naar het Coxysche Gat, zodat het fort eventueel kon worden geïnundeerd. In 1673 werd het fort opgeheven. De naam van de  Nieuveltweg verwijst nog naar dit fort.
In 2010 werd het fort gerestaureerd en werd tevens de liniedijk van hier naar Redoute Spek en Brood hersteld. Ook werden er wandelpaden aangelegd.